# Gastralysia garambana
Gastralysia garambana är en stekelart som beskrevs av Fischer 1967. Gastralysia garambana ingår i släktet Gastralysia och familjen bracksteklar. Inga underarter finns listade i Catalogue of Life.